# Gardinia paradoxa
Gardinia paradoxa là một loài bướm đêm thuộc phân họ Arctiinae, họ Erebidae.